# PSL狙擊步槍
PSL（羅馬尼亞語：Puşcă Semiautomată cu Lunetă model 1974，意為1974年型半自動狙擊步槍）是羅馬尼亞研製的一種半自動狙擊步槍／精確射手步槍，其地位相當於蘇聯的德拉古諾夫狙擊步槍。

## 歷史
PSL是因應羅馬尼亞軍隊的需求而在1970年代初研製的狙擊步槍，當時的羅馬尼亞軍隊正尋求一款戰術地位相當於SVD的半自動狙擊步槍。在被選定為制式武器後，新槍隨即在1973年於Cugir兵工廠投入生產，並列裝羅馬尼亞軍隊和大量出口（出口對象主要是中東國家）。其後在華沙條約組織解散後，大量的PSL狙擊步槍被出口到一些國家作商業用途，它更以「PSL」、「FPK」和「Romak-3」等名義在美國當成民用槍械銷售。

## 設計
PSL為一款長行程導氣式活塞和轉拴式槍栓原理運作的半自動步槍，機匣以鋼板沖壓而成，火控組和保險裝置均為AK樣式，彈匣容量為10發。該槍的機匣左側附有導軌可供用戶裝上各種瞄準鏡。PSL的標準瞄準鏡為LPS 4x6° TIP2，此為蘇制PSO-1光學瞄準鏡的仿制品。
儘管外型與SVD相似，PSL的內部結構卻是以AKM及RPK作藍本，並把機匣及槍栓拉長，以對應比7.62×39毫米更長和更大的7.62×54毫米槍彈。

## 使用國

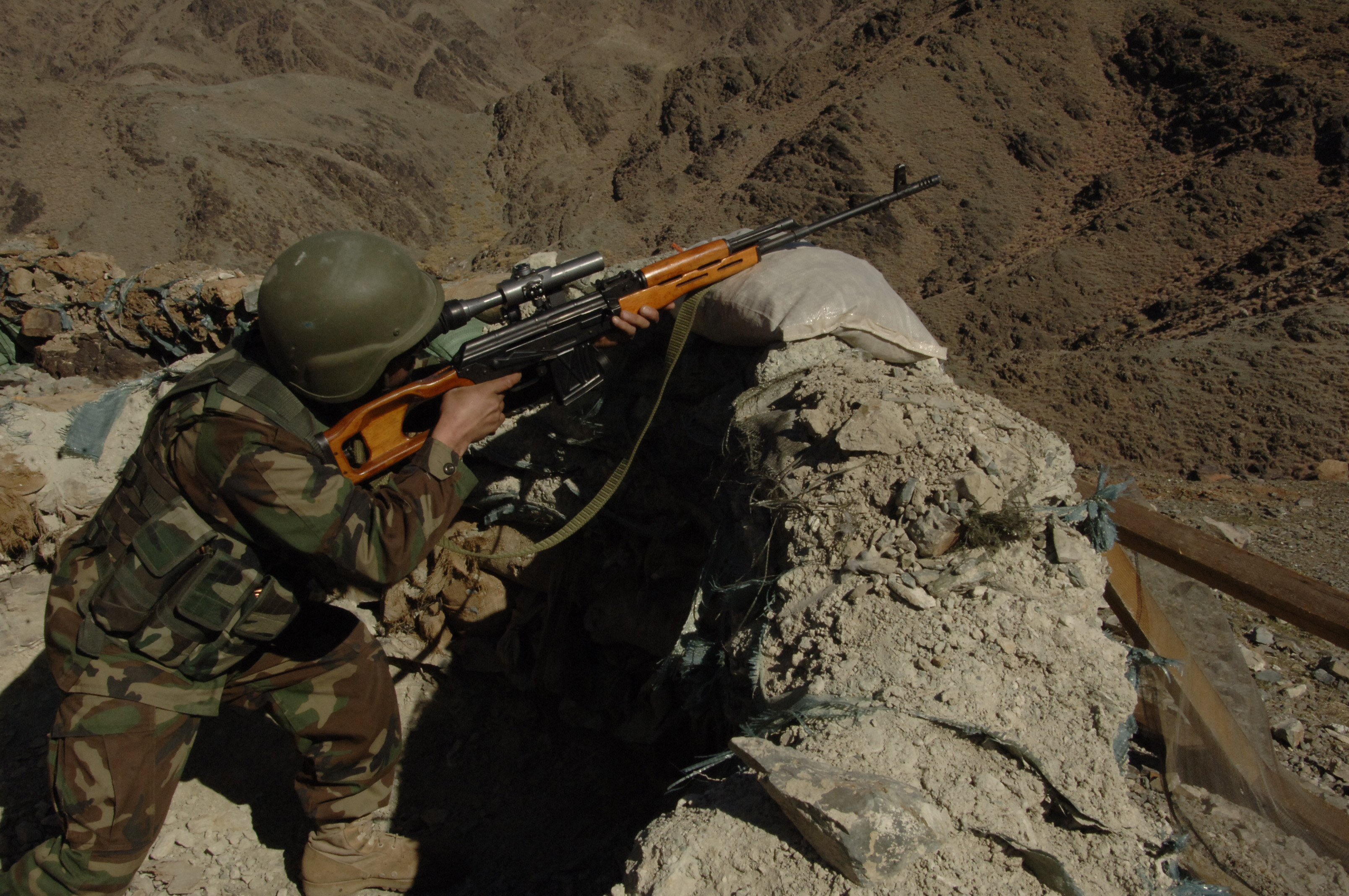
使用PSL的阿富汗士兵

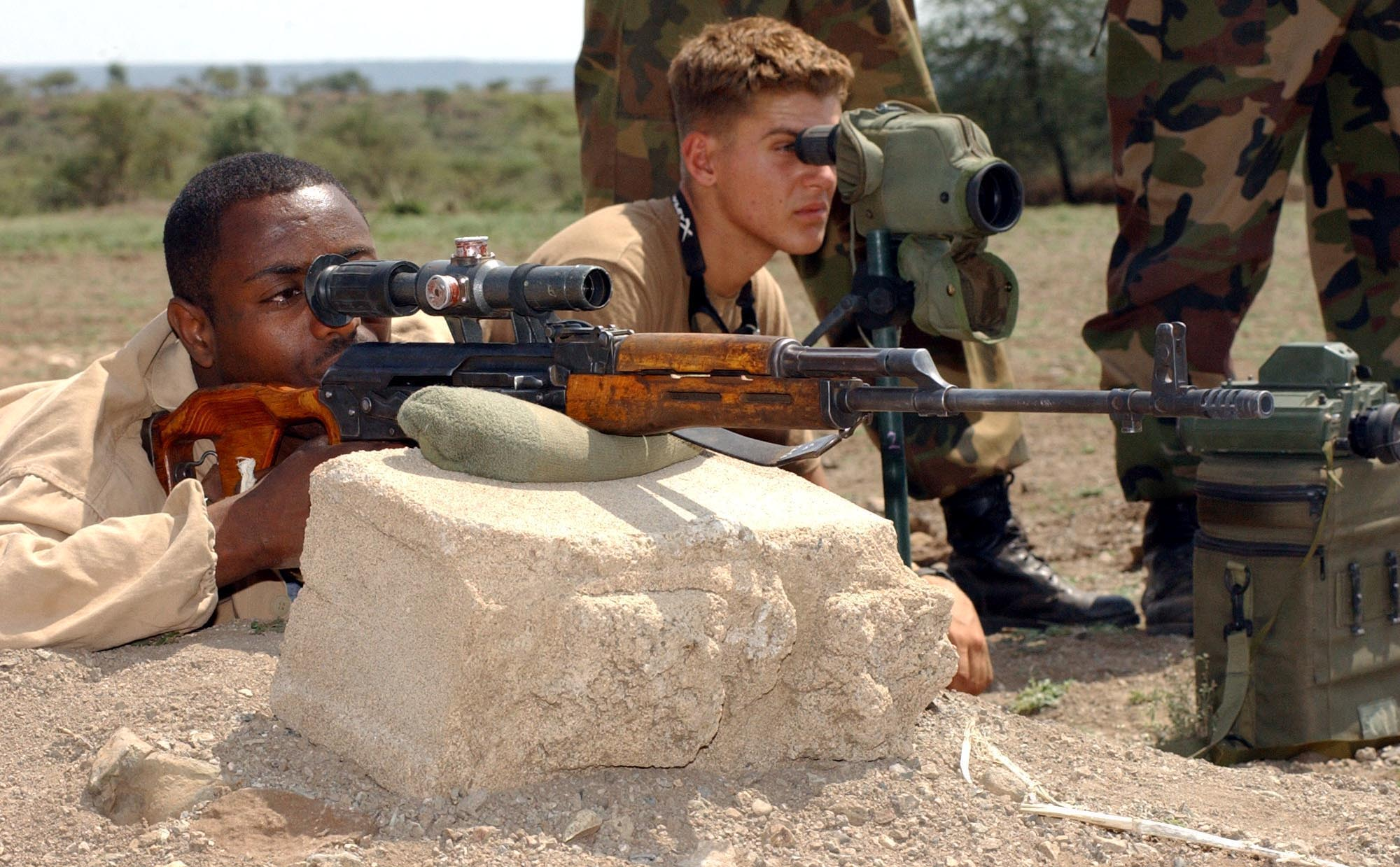
埃塞俄比亞士兵使用PSL

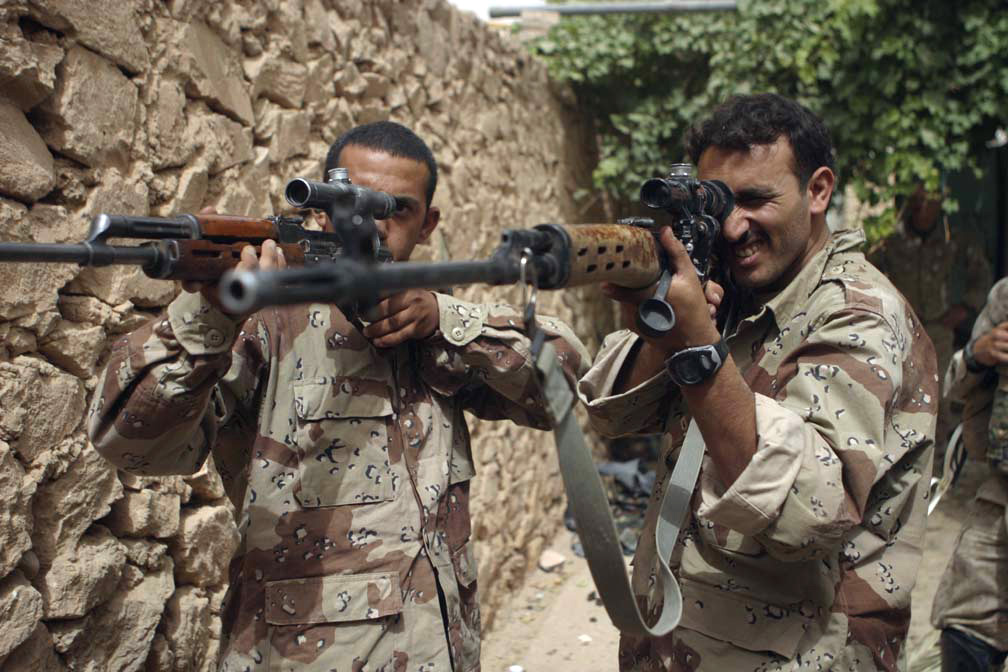
PSL（左）和SVD（右）皆為伊拉克軍隊的制式狙擊步槍

- 阿富汗
- 阿尔巴尼亚
- 安哥拉
- 埃及
- 衣索比亞
- 伊拉克
- 科索沃
- 利比亞
- 摩尔多瓦
- 羅馬尼亞
- - 國防情報本部
- 叙利亚
- 多哥
- 土耳其
- 乌干达
- 乌克兰

## 另見
- PM md. 63
- PA md. 86
- RPK
- SVD
- Zastava M76
- Zastava M91

## 外部連結
- 官網
- Dragunov.net: Romanian PSL
- Website by "Tantal" which describes proper method for adjusting the PSO type scope clamps
- Video of person shooting a PSL（页面存档备份，存于）
- Video showing how to adjust PSO scope（页面存档备份，存于）
- Modern Firearms（页面存档备份，存于）